# Allt som jag känner
"Allt som jag känner" är en sångduett skriven av låtskrivartrion Norell Oson Bard och inspelad av Tone Norum & Tommy Nilsson och släppt som singel 1987 Den toppade den svenska singellistan under perioden 17 februari-3 april 1988. Melodin låg även på Svensktoppen i 35 veckor under perioden 31 januari-4 december 1988.
Sången spelades 1987 också in i en engelskspråkig version, med namnet "My Summer With You"  vilken blev den tredje största hitlåten på Tracks 1988.
Både den svenska och engelska versionen av låten kan höras i filmen PS Sista sommaren från 1988.
2016 tolkade Magnus Carlson låten i tv-programmet Så mycket bättre.

## Listplaceringar
| Lista (1988) | Topplacering |
| ------------ | ------------ |
| Sverige      | 1            |